# Diaspidistis squamosa
Diaspidistis squamosa är en insektsart som beskrevs av Hempel 1937. Diaspidistis squamosa ingår i släktet Diaspidistis och familjen pansarsköldlöss. Inga underarter finns listade i Catalogue of Life.